# Mlandege FC
El Mlandege FC es un equipo de fútbol de Zanzíbar que juega en la Primera División de Zanzíbar, la máxima categoría de fútbol en el país.

## Historia
Fue fundado en el año 1970 en la localidad de Pemba y es el equipo más ganador de la Primera División de Zanzíbar con 6 títulos desde 1981, además de participar en algunas ocasiones en la Liga tanzana de fútbol, primera división de Tanzania.
A nivel internacional han participado en un torneo continental, en la Copa CAF 1998, donde abandonaron el torneo en la primera ronda cuando iban a enfrentar al Mebrat Hail de Etiopía.

## Palmarés
- Primera División de Zanzíbar: 6

1996, 1997, 1998, 1999, 2001, 2002

## Participación en competiciones internacionales

### CAF
| Temporada | Torneo                      | Ronda      | Club        | Casa | Visita | Global |
| --------- | --------------------------- | ---------- | ----------- | ---- | ------ | ------ |
| 1998      | Copa CAF                    | 1          | Mebrat Hail | w.o. | w.o.   | w.o.   |
| 2020/21   | Liga de Campeones de la CAF | Preliminar | CS Sfaxien  | 1-3  | 0-5    | 1-8    |

### CECAFA
- Copa de Clubes de la CECAFA: 3 apariciones

1998 - Finalista
2002 - Tercer lugar
2003 - Fase de grupos

## Jugadores

### Jugadores destacados
- Mbaruk Suleiman